# Pou de la Vila (Montlluís)
El Pou de la vila és un pou de la vila i comuna de Montlluís, a la comarca del Conflent, de la Catalunya del Nord.
Està situat dins de la vila emmurallada (però fora de la ciutadella militar), que es considera contemporani de la construcció de la fortalesa per Vauban el 1785. Es troba protegit dins d'un edifici de granit cobert a quatre aigües amb teulada de pissarra i que ha conegut usos diversos des que fou reformat al segle xix.
El 2010 va ser protegit com a monument històric.
Dins de la ciutadella hi ha un altre pou, ben conservat, que es coneix com a Pou dels Forçats.